# Chetogena subnitens
Chetogena subnitens là một loài ruồi trong họ Tachinidae.